# Madonna col Bambino e santi (Signorelli)
La Madonna col Bambino e santi è un dipinto a tempera su tavola (357x248 cm) di Luca Signorelli, databile al 1519-1523 e conservato nel Museo nazionale d'arte medievale e moderna di Arezzo. 

## Storia
Nel 1519 la Confraternita di San Girolamo ad Arezzo commissionò al Signorelli una grande pala per la loro sede. 
L'opera venne dipinta a Cortona e, quando ci fu da trasportarla ad Arezzo, lo stesso pittore venne in città, soggiornando in casa Vasari dove incontrò il giovanissimo Giorgio che, come raccontò lui stesso nelle Vite, fu avviato allo studio del disegno dal padre su suggerimento dello stesso Luca, settantenne "tutto grazioso e pulito".
Si tratta dell'ultima opera completata dall'artista che poco dopo, tornato a Cortona, morì.

## Descrizione e stile
La grande tavola è una sacra conversazione in cui si ricerca l'effetto scenografico e decorativo senza troppe pretese, che sembra anticipare la pittura controriformata. Su di una nuvola di cherubini bianchi Maria siede come su un trono col Bambino in braccio, mentre l'Eterno compare sopra di lei in gloria di angeli e scorciato mentre si protende in avanti. 
Maria tiene in mano un giglio bianco, tipico omaggio alla sua purezza, mentre il Bambino rompe un calice contenente il sangue che prefigura la sua Passione, tenuto da un santo vescovo dalla ricchissima pianeta istoriata a ricami. 
Due angeli musicanti allietano Maria ai lati, mentre a sinistra si vede santo Stefano in una posizione patetica, mentre rivolge gli occhi al cielo. 
In basso si trovano san Girolamo, con la pietra, tre profeti seduti tra cui Re Davide che suona uno strumento a corda, e un vescovo che presenta il committente inginocchiato.
Alla qualità pittorica non altissima e alla composizione troppo affollata e pesante l'artista bilanciò una profusione di dettagli decorativi che rendono l'opera appariscente e sfarzosa, assecondando probabilmente il gusto dei committenti.